# M21狙撃銃
M21狙撃銃（M21 Sniper Weapon SystemまたはRifle, 7.62 mm, Sniper, M21）は、M14自動小銃の派生型として設計された半自動式の狙撃銃である。

## 概要
ベトナム戦争中、新型狙撃銃の調達を計画していたアメリカ陸軍は、当時の主力歩兵銃M14の精度や信頼性・速射性などの面を評価し、これに狙撃銃としての改良を加える事を決定した。1969年、ロックアイランド兵器廠は1,435丁のナショナルマッチ・モデル（競技用モデル）のM14に対する改修作業を行った。
XM21の仮制式名で呼ばれたこのモデルは、レザーウッド製の3-9x倍率調整式スコープを搭載するほか、標準のM14とは異なるクルミ材の銃床を備え、これを使用する狙撃兵には競技用弾薬が支給された。1969年後半に初めて実戦に投入され、1975年、グラスファイバー製の銃床を採用した改良型がM21として正式に採用された。M21は、1988年までアメリカ陸軍の主力狙撃銃として使用され、以後はM24狙撃銃に更新されていった。ただし、いくつかのM21がイラク戦争の折に再配備された事が知られている。

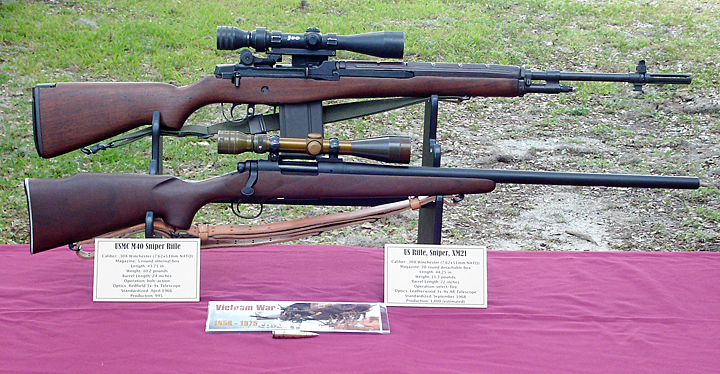
陸軍のXM21狙撃銃（上）と海兵隊のM40狙撃銃（下）

通常、M21はM14自動小銃と同様の20発着脱式箱型弾倉を使用し、重量はスコープを除けば5.27kgである。また、アメリカ軍による正式な調達は行われていないが、5発弾倉と10発弾倉も存在する。
スミス・エンタープライズ社が開発した改良型のM21A5は、「クレイジーホース・ライフル」の商品名で知られている。M21A5の金属部品は極低温加工で成形されており、グラスファイバー製銃床とのかみ合わせの調整が不要である。そのほか、調整可能なトリガーグループや低温使用を想定したボルトハンドルなどのオプションも存在する。

## M25狙撃銃
M25狙撃銃は、1980年代にグリーンベレーやネイビー・シールズといった特殊部隊での運用を想定して第10特殊部隊グループ（10th SFG）が開発したM21の改良型である。1991年の砂漠の嵐作戦の折にも使用されていたことが確認されている。

## 軍用狙撃銃として
XM21はベトナム戦争にてアメリカ陸軍が使用し、M21は1960年代後半-1980年代までの紛争や何らかの作戦のために少数が投入された。1983年のグレナダ侵攻の折には、米陸軍レンジャー部隊がM21を使用した。陸軍州兵にも少数が配備されているほか、統合即応訓練センターの仮想敵部隊（OPFOR）でも使用されている。XM21とM21の正式な運用期間はそれぞれ1969年-1975年、1975年-1988年であり、以後はM24狙撃銃に更新されていった。ただし、陸軍レンジャーの一部では1990年までM21を使用していたという。

## 民生用狙撃銃として
スプリングフィールド・アーモリー社では、M14自動小銃の民生用モデルであるM1Aの派生型として、M21 タクティカルライフル（M21 Tactical Rifle）とM25 ホワイトフェザータクティカル/カルロス・ハンコックライフル（M25 White Feather Tactical/Carlos Hathcock rifle）という商品を製造している。これらは、M21狙撃銃およびM25狙撃銃を参考にしているものの、異なる部分も多い。特に外見上の大きな違いはスコープマウント用にピカティニー・レールが取り付けられている点である。